# Universiteit van Helsinki
De Universiteit van Helsinki (Fins: Helsingin yliopisto; Zweeds: Helsingfors Universitet) is de grootste universiteit van Finland.

## Geschiedenis
De Universiteit van Helsinki is sinds 1829 gevestigd in Helsinki, maar werd al in 1640 gesticht in Turku als de Koninklijke Academie van Turku. Het was de derde universiteit in het Zweedse Rijk na de Universiteit van Uppsala en de Academia Gustaviana in Tartu, de voorganger van de Universiteit van Tartu in Estland.
In 1809 werd Finland een autonoom grootvorstendom binnen het Russische Rijk, waardoor de naam van de Academie van Turku veranderd moest worden in Keizerlijke Academie van Turku. Na de grote brand van Turku in 1827 en de verplaatsing van de hoofdstad van het Grootvorstendom Finland naar Helsinki, werd de universiteit daar in 1829 ook gevestigd en door tsaar Nicolaas I omgedoopt tot Keizerlijke Alexander-Universiteit van Finland, ter ere van zijn overleden broer en voorganger tsaar Alexander I van Rusland. Deze universiteit was in de negentiende eeuw het culturele centrum van Finland. De universiteit kreeg toen Finland in 1917 onafhankelijk werd haar huidige naam.

## Gebouwen
Het hoofdgebouw werd tussen 1828 en 1832 door Carl Ludvig Engel gebouwd en in 1936 uitgebreid. Ten noorden van het hoofdgebouw ligt de eveneens door Engel ontworpen universiteitsbibliotheek.
De universiteit heeft vier hoofdcampussen. Oorspronkelijk lag de hele universiteit in het centrum van Helsinki, maar vooral in de jaren dertig van de twintigste eeuw werd vanwege de snelle groei uitgebreid in andere delen van de stad. In de jaren zeventig besloot men om de activiteiten van de universiteit op vier campussen te concentreren: het centrum, Meilahti, Kumpula en Viikki.

## Faculteiten
De Universiteit van Helsinki is verdeeld in elf faculteiten. De universiteit hanteert een officiële volgorde, die een afspiegeling is van zowel de geschiedenis van de universiteit als van de hiërarchie van de disciplines toen de universiteit werd gesticht:
1. Godgeleerdheid
2. Rechten
3. Geneeskunde
4. Letteren
5. Exacte wetenschappen
6. Farmacie
7. Biologie
8. Gedragswetenschappen
9. Sociale wetenschappen
10. Land- en bosbouw
11. Diergeneeskunde

## Bekende alumni en medewerkers
- Lars Ahlfors
- Ragnar Granit
- Elias Lönnrot
- Johan Ludvig Runeberg
- Johan Vilhelm Snellman
- Zacharias Topelius
- Artturi Ilmari Virtanen
- Georg August Wallin

Universiteit: Aalto-universiteit · Åbo Akademi · Universiteit van Helsinki · Universiteit van Jyväskylä · Universiteit van Lapland · Universiteit van Oost-Finland · Universiteit Oulu · Universiteit Tampere · Universiteit van Turku · Universiteit van Vaasa

Technische universiteit: Technische Universiteit Lappeenranta · Technische Universiteit Tampere

Overige: Universiteit voor de Kunsten
 België - Universiteit Antwerpen ·
 Tsjechië - Masaryk-universiteit ·
 Denemarken - Universiteit van Aarhus ·
 Spanje - Complutense-universiteit van Madrid ·
 Finland - Universiteit van Helsinki ·
 Frankrijk - Université de Lille · Universiteit van Straatsburg ·
 Duitsland - Ruhr-universiteit van Bochum · Universiteit Leipzig ·
 Estland - Universiteit van Tartu ·
 Griekenland - Aristoteles-universiteit van Thessaloniki ·
 Hongarije - Eötvös Loránd Tudományegyetem ·
 IJsland - Háskóli Íslands ·
 Ierland - University College Cork ·
 Italië - Università di Bologna ·
 Letland - Latvijas Universitāte ·
 Litouwen - Universiteit van Vilnius ·
 Malta - Universiteit van Malta ·
 Nederland - Hogeschool voor de Kunsten Utrecht · Universiteit Utrecht ·
 Noorwegen - Universiteit van Bergen ·
 Oostenrijk - Universiteit van Graz ·
 Polen - Jagiellonische Universiteit ·
 Portugal - Universiteit van Coimbra ·
 Roemenië - Alexander Jan Cuza-universiteit van Iași ·
 Slowakije - Comeniusuniversiteit Bratislava ·
 Slovenië - Universiteit van Ljubljana ·
 Turkije - Boğaziçi Universiteit ·
 Verenigd Koninkrijk - Queens University Belfast · Universiteit van Hull ·
 Zwitserland - Universität Basel
Albanië: Universiteit van Tirana, Technische Hogeschool van Tirana · 
België: Vrije Universiteit Brussel, Université libre de Bruxelles · 
Bulgarije: Sofia Universiteit St. Kliment Ohridski · 
Cyprus: Universiteit van Cyprus · 
Duitsland: Vrije Universiteit Berlijn, Humboldtuniversiteit · 
Denemarken: Universiteit van Kopenhagen · 
Estland: Technische Universiteit Tallinn, Universiteit van Tallinn · 
Finland: Universiteit van Helsinki · 
Frankrijk: Sorbonne Université, Université Sorbonne-Nouvelle, Universiteit Paris-Dauphine ·
Griekenland: Universiteit van Athene · 
Hongarije: Loránd Eötvös-universiteit · 
Ierland: Nationale Universiteit van Ierland, Dublin · 
Italië: Universiteit Sapienza Rome, Universiteit van Rome Tor Vergata, Roma Tre-universiteit · 
Kroatië: Universiteit van Zagreb · 
Letland: Universiteit van Letland · 
Litouwen: Universiteit van Vilnius · 
Nederland: Universiteit van Amsterdam · 
Noord-Macedonië: Universiteit van Skopje · 
Noorwegen: Universiteit van Oslo · 
Oostenrijk: Universiteit van Wenen · 
Polen: Universiteit van Warschau · 
Portugal: Universiteit van Lissabon · 
Roemenië: Universiteit van Boekarest · 
Rusland: Staatsuniversiteit van Moskou · 
Slowakije: Comenius Universiteit Bratislava · 
Slovenië: Universiteit van Ljubljana · 
Spanje: Autonome Universiteit van Madrid, Complutense-universiteit van Madrid · 
Tsjechië: Karelsuniversiteit Praag · 
Verenigd Koninkrijk: University College London · 
IJsland: Universiteit van IJsland · 
Zweden: Universiteit van Stockholm · 
Zwitserland: Universiteit van Lausanne
Barcelona (Pompeu Fabra) ·
Berlijn (FU) ·
Bologna ·
Genève (IHEID) · 
Helsinki ·
Kopenhagen ·
Krakau ·
Leiden ·   
Leuven ·
Lissabon ·
Luxemburg ·
Madrid (Complutense) ·
München ·
Oxford · 
Parijs (Panthéon-Sorbonne) · 
Praag · 
St Andrews
Amsterdam (UvA) ·
Barcelona ·
Cambridge ·
Edinburgh ·
Freiburg ·
Genève ·
Heidelberg ·
Helsinki ·
Leiden ·
Leuven ·
Londen (UCL) ·
Lund ·
Milaan ·
München (LMU) ·
Oxford ·
Parijs (Sorbonne) ·
Parijs-Saclay ·
Stockholm (Karolinska-instituut) ·
Straatsburg (Louis Pasteur) ·
Utrecht ·
Zürich